# NGC 4535
NGC 4535 (również PGC 41812 lub UGC 7727) – galaktyka spiralna z poprzeczką (SBc), znajdująca się w gwiazdozbiorze Panny. Została odkryta 28 grudnia 1785 roku przez Williama Herschela. Należy do Gromady w Pannie.